# Augen ohne Gesicht
Augen ohne Gesicht (Originaltitel: Les Yeux sans visage) ist ein französisch-italienischer Schwarzweißfilm von Georges Franju aus dem Jahr 1960. Er vereint Elemente des Thrillers mit Motiven des Horrorfilms. Das Drehbuch nach dem Roman Les Yeux sans visage (so auch der französische Originaltitel des Films) von Jean Redon entstand unter Mitarbeit der Krimi-Autoren Pierre Boileau und Thomas Narcejac. Alternativtitel ist Das Schreckenshaus des Dr. Rasanoff. 
Im Mittelpunkt des Films steht ein Pariser Chirurg, der das nach einem Unfall entstellte Gesicht seiner Tochter mithilfe von Hauttransplantationen wiederherstellen will. Zur Beschaffung von Spenderhaut schreckt er auch vor einer Mordserie nicht zurück.

## Handlung
Die Tochter des bekannten Pariser Chirurgen Dr. Génessier gilt als vermisst. Eine am Ufer der Seine angeschwemmte Frauenleiche wird von Génessier als seine Tochter Christiane identifiziert und bestattet. In Wirklichkeit wird Christiane von ihrem Vater in seiner Villa außerhalb der Stadt versteckt gehalten. Bei einem Autounfall, den er verschuldet hatte, wurde ihr Gesicht entstellt. Um ihr selbst den Anblick zu ersparen, hat er die Spiegel im Haus verhängen lassen und bittet sie, eine Maske zu tragen. Génessier hat bereits an Hunden erfolgreiche Hauttransplantationen vorgenommen; nun setzt er alles daran, seiner Tochter ein neues Gesicht zu geben. Für die vorgesehene Transplantation benötigt er die Haut einer jungen Frau. Seine ihm treu ergebene Assistentin Louise, die selbst von Génessier operiert worden ist, soll ihm dabei helfen, diese zu beschaffen. In Paris spricht Louise die Studentin Edna an, die ein Zimmer sucht, und lockt sie in Génessiers Villa. Die Frau wird betäubt und in ein Operationszimmer gebracht, wo Génessier die Gesichtshaut von Edna auf das Gesicht seiner Tochter transplantiert. Die Studentin hat die Operation überstanden und wird in einem Raum des Schlosses festgehalten und von Louise versorgt. Als diese unachtsam ist, wird sie von Edna niedergeschlagen. Diese flieht durch die Schlossräume, stürzt aber aus einem Fenster, nachdem sie sich wohl ihres Zustandes bewusst wurde. Der Professor und Louise verbergen die Leiche in seiner Familiengruft. Währenddessen scheint die Operation gelungen, aber schon nach wenigen Tagen wird das fremde Gewebe wieder abgestoßen.
Nach einem anonymen Anruf bei ihrem Ex-Verlobten ist dieser davon überzeugt, dass Christiane noch lebt. Die Polizei spekuliert, dass Dr. Génessier mit einer Serie von Vermisstenfällen zu tun haben könnte, und lässt die junge Ladendiebin Paulette zum Schein in seine Klinik einweisen. Nach ihrer Entlassung wird sie von Louise in ihrem Wagen mitgenommen, in Génessiers Villa überwältigt und für eine erneute Operation vorbereitet. Doch diese muss unterbrochen werden, da die Polizei die Klinik aufsucht und sich nach dem Verbleib von Paulette erkundigt. Christiane befreit die auf dem OP-Tisch fixierte Paulette mit einem Skalpell, welche daraufhin in Panik flieht. Als Louise den Raum betritt, stößt Christiane ihr das Skalpell in den Hals. Anschließend lässt sie die Versuchstauben und -hunde frei, die Génessier dann zu Tode beißen.

## Hintergrund
Augen ohne Gesicht wurde am 2. März 1960 in Paris uraufgeführt. Auf der Spielplanübersicht der Pariser Wochenzeitung L’Express wurde Augen ohne Gesicht mit der Schlagzeile „Augen ohne Gesicht ist die Poesie des Schrecklichen. Aber nichts für schwache Nerven“(„Les Yeux sans visage – la poésie de l’horrible. Mais pas pour nerfs fragiles“) beworben. Laut L’Express-Kritiker Bruno Gay-Lussac hatte der Film beim Filmfestival in Edinburgh schockierte Reaktionen bis hin zu Ohnmachtsanfällen ausgelöst.
Am 11. März 1960 lief der Film in Deutschland unter dem Verleihtitel Das Schreckenshaus des Dr. Rasanoff an. Für das deutsche Publikum wurde die für die damalige Zeit explizite Operationsszene entschärft. Um die Schnitte zu kaschieren, wurde auf alternatives Filmmaterial zurückgegriffen. Der spekulative Kinoverleihtitel wurde bei den ersten TV-Ausstrahlungen beibehalten, später aber durch Augen ohne Gesicht ersetzt.
In den USA wurde der Film erstmals am 24. Oktober 1962 als The Horror Chamber of Dr. Faustus gezeigt. Für den US-Markt wurde nicht nur die Operationsszene, sondern auch eine Dialogszene geschnitten, weil diese Génessier sympathischere Züge verlieh.
Die Rezensionen zur Zeit der Erstaufführung waren gemischt. Erst mit späteren Wiederaufführungen (1986 in Frankreich, 2003 in den USA) erhielt der Film die (fast) einhellige Anerkennung der Kritik und seinen Status als Klassiker.
Die ausgefallenen Kostüme für Edith Scob entwarf der Modeschöpfer Hubert de Givenchy, der vor allem durch die Kreationen bekannt wurde, die er für Audrey Hepburn schuf (u. a. in den Filmen Frühstück bei Tiffany, Charade). Im Vorspann wird er jedoch nicht erwähnt.

## Synchronisation
Die deutsche Kinofassung entstand 1960 in Berlin. Dabei wurde nicht nur der Name von Dr. Génessier in Rasanoff abgeändert, sondern auch inhaltliche Veränderungen vorgenommen. So wurde aus der Ladendiebin Paulette kurzerhand eine junge Polizistin, die als Spitzel in die Klinik eingeschleust wird. In der 1976 für das ZDF erstellten Neusynchronisation wurden diese Änderungen wieder rückgängig gemacht.
| Rolle                  | Darsteller         | Synchronsprecher 1960 | Synchronsprecher 1976 |
| ---------------------- | ------------------ | --------------------- | --------------------- |
| Dr. Rasanoff/Génessier | Pierre Brasseur    | Wolfgang Eichberger   | Günter König          |
| Louise                 | Alida Valli        | Elisabeth Ried        | Renate Küster         |
| Christiane             | Edith Scob         | Inge Landgut          | ?                     |
| Edna Gruber            | Juliette Mayniel   | Ursula Herwig         | Monika Barth          |
| Dr. Jacques Vernon     | Francois Guérin    | Jochen Schröder       | Andreas von der Meden |
| Inspektor Parot        | Alexandre Rignault | Konrad Wagner         | Alf Marholm           |
| Paulette               | Béatrice Altariba  | Karin Lieneweg?       | ?                     |

## Rezeption

### Kritiken
„Eine unglaubliche Mischung aus Horrorfilm und Märchen […] Ein wundervoller Film im ganzen Sinne des Wortes […] der von Anfang bis Ende durch Franjus einzigartiges Gespür für Poesie erstrahlt.“

„Eine mit Sentiment angereicherte Gruselfilm-Produktion von dekorativer Kunstfertigkeit, der aber ein Funke Ironie die dringend notwendige Lebendigkeit verliehen hätte.“

### Nachwirkung
Zwar fand Augen ohne Gesicht eine Vielzahl von Nachahmern, diese beschränkten sich aber ausnahmslos auf Billigproduktionen im Bereich des Horrorgenres wie Seddok – Der Würger mit den Teufelskrallen (Italien 1960, Originaltitel: Seddok. L’Erede di Satana), Schreie durch die Nacht (Spanien 1962), Die Bestie mit dem Skalpell (Großbritannien 1968), Das Haus mit dem Folterkeller (USA 1976) und Faceless (Frankreich 1988). Auch Die Haut, in der ich wohne (Spanien 2011) von Pedro Almodovar wurde von dem Film beeinflusst.
Der britische Sänger Billy Idol bediente sich für sein Lied Eyes Without a Face (1984) des englischen und (im Refrain) des französischen Titels von Augen ohne Gesicht, sein Text hat jedoch keinen inhaltlichen Bezug zum Film.

## Veröffentlichungen

### DVD und Blu-ray
- 2002 veröffentlichte René Chateau Video Les yeux sans visage als DVD für den französischen Markt.
- 2004 veröffentlichte die US-Firma Criterion unter dem Titel Eyes Without a Face eine DVD mit der restaurierten Fassung des Films (in Französisch mit englischen Untertiteln) sowie Franjus Dokumentarfilm Le sang des bêtes (1949).
- 2008 brachte die Firma Second Sight Eyes Without a Face als DVD für den britischen Markt heraus. Auch diese Veröffentlichung enthält eine englisch untertitelte Originalfassung.
- Eine 2008 von der deutschen Firma Eyecatcher Movie herausgegebene DVD war in drei alternativen Hüllen (mit identischem Inhalt) erhältlich. Zwei Cover trugen den Titel Augen ohne Gesicht, das dritte Das Schreckenshaus des Dr. Génessier. Die DVD enthielt die Synchronfassung von 1976. Da die Firma nicht im Besitz der Rechte für den Film war, musste die DVD wieder vom Markt genommen werden.[13]
- Die im Oktober 2009 erschienene DVD von Concorde Video enthält die französische Originalfassung und die Kino-Synchronisation von 1960 sowie die Dokumentation Les fleurs maladives de Georges Franju.
- 2010 veröffentlichte Gaumont eine französischsprachige Blu-ray Disc des Films.
- 2021 brachte Wicked-Vision eine deutsche Blu-ray in drei limitierten Mediabooks (+ DVD) heraus. Es handelt sich um die erste ungeschnittene deutsche Veröffentlichung. Beigefügt sind die Kino- und die TV-Synchronisation.[14]

### Filmmusik
- 1991 erschien Maurice Jarres Filmmusik, umgearbeitet zu einer Suite und eingespielt vom Orquesta Sinfónica de Madrid unter Leitung von José Nieto, auf einer Kompilations-CD mit dem Titel Sevilla Film Music Concerts – Maurice Jarre – José Nieto.
- 2005 erschien Jarres originale Filmmusik auf einer Kompilations-CD mit dem Titel Maurice Jarre – Ma periode française.